# Larinopoda alenica
Larinopoda alenica är en fjärilsart som beskrevs av Embrik Strand 1914. Larinopoda alenica ingår i släktet Larinopoda och familjen juvelvingar. Inga underarter finns listade i Catalogue of Life.